# Saint-Même-les-Carrières
 Saint-Même-les-Carrières  là một xã ở tỉnh Charente phía tây nước Pháp. Xã này có diện tích 15,14 km², dân số năm 1999 là 1078 người. Khu vực này có độ cao 21mét trên mực nước biển.